# Commission ontarienne des droits de la personne
La Commission ontarienne des droits de la personne fut établi par la province canadienne de l'Ontario en 1961 pour enforcer le Code des droits de la personne. La commission est une agence du gouvernement de l'Ontario responsable au Ministère du Procureur général de l'Ontario.
Le mandat de la Commission en vertu du Code comprend: la prévention des discriminations par l'éducation publique et les politiques publiques et examiner les situations où il existe un comportement discriminatoire.
Depuis le 30 juin 2008, toutes les nouvelles plaintes de discrimination sont déposées comme des applications avec le Tribunal des droits de l'Ontario. Tribunal des droits de la Personne de l'Ontario (TDPO) est un organisme quasi judiciaire indépendant du gouvernement de l'Ontario et est entièrement distinct de la Commission ontarienne des droits de la personne (CODP).
Il y a un commissaire au temps plein et un nombre des commissaires au temps partiels, nommé par un ordre en conseil. Les membres de la commission sont nommés selon l'Acte de la fonction publique de l'Ontario, 2006. 
Barbara Hall a été nommée la commissaire chef, le 28 novembre, 2005. Elle remplace Keith Norton, qui a dirigé la commission depuis 1996.